# М-1978 «Коксан»
М-1978 «Коксан» (кор. M-1978 곡산) — північнокорейська самохідна артилерійська установка з гарматою калібром 170-мм. Про цю самохідну гармату  доступної інформації небагато, оскільки Північна Корея є закритою країною. Позначення M-1978 та «Коксан» були надані цьому типу САУ американськими військовими аналітиками, оскільки вони вперше дізналися про нього в тому році в Коксані, Північна Корея.

## Історія
В другій половині 1970-х років, під час широкомасштабної кампанії з модернізації та механізації північнокорейської армії нещодавно створений Другий Економічний Комітет Трудової партії Кореї ініціював виробництво ряду самохідних артилерійських установок, зокрема і 170-мм самохідної гармати. Ключовою вимогою до цієї артилерійської системи була можливість наносити удари по Сеулу з півночі демілітаризованої зони.
У 1989 році з'явилася нова версія Коксана, яка отримала позначення M-1989. Вона використовує ту ж гармату та установку, що й M-1978, але змонтована на модифікованому шасі гусеничного артилерійського тягача АТС.
На відміну від попередника, M-1989 Коксан інколи виставляється північнокорейцями на публіку під час парадів і телепередач. Один екземпляр також був представлений на Міжнародній виставці оборонної промисловості та конференції у 2005 році в Об'єднаних Арабських Еміратах.

## Опис
«Коксан» є найбільш далекобійною ствольною артилерійською системою Корейської Народної Армії. Дальність стрільби зі звичайним осколково-фугасним снарядом становила 40 км, а з активно-реактивним снарядом на відстань до 60 км. Вважається що КНА також розробила хімічний боєприпас.
Шасі створене на базі китайського середнього танка Тип 59 (копія радянського T-54A). Два великі сошники з гідравлічним приводом кріпляться до корпусу ззаду.  На лобовому листі корпуса знаходиться відкидний замок для кріплення ствола в похідному положені.
За даними Фосса, 170-мм гармата може бути російською корабельною гарматою або системою берегової артилерії, поставленою в Північну Корею в 1950-х роках. Після того як вони були замінені керованими ракетами для берегової оборони, списані гармати могли бути використані для створення Коксана. Також існують припущення, що основою для розробки гармати стали напрацювання по 170-мм трофейній гаубиці вермахту, отриманої від Радянського Союзу.
M-1989 була розроблена як наступник M-1978. Вона побудована на новому шасі й несе на борту 12 снарядів. Оригінальна система взагалі не несе боєкомплекту.

## Бойове застосування

### Ірано-іракська війна
В ході восьмирічної Ірано-Іракської війни Північна Корея підтримувала Іран, забезпечуючи цю країну значною кількістю боєприпасів та систем озброєння включно з невідомою кількістю систем початкової моделі (класифікованої американськими військовими як M-1978) до Ірану на початку 1987 року. Вважається, що вони були організовані в окремі батальйони або полки армійського рівня і доєднувалися до корпусу за потреби. Бойовий дебют САУ відбувся у січні 1987 року під час операції «Кербела-5» у районі Басри. «Коксани» застосовувалися для масованих артилерійських нальотів, зокрема із застосуванням активно-реактивних снарядів на повну дальність стрільби. Система використовувалася іранцями для ведення вогню з півострова Ель-Фао по північно-східних нафтових родовищах Кувейту. За час війни Ірак захопив у Ірану більше десятка САУ. 
Під час війни в Перській затоці  деякі з цих установок були захоплені армією США.

### Повномасштабне російське вторгнення 2022 року
14 листопада 2024 року у Росії помітили корейські далекобійні САУ M1989 Koksan. Ймовірно, вони будуть використовуватися військовими КНДР. Також рух опору «АТЕШ» заявляв про навчання російських артилеристів на північнокорейських самохідних артилерійських установках.
18 лютого 2025 року на Луганщині бійці 412 полку безпілотних систем Nemesis розбили північнокорейську самохідну артилерійську установку з гарматою калібром 170-мм САУ М-1978 «Коксан». Це перше з початку повномасштабного вторгнення ураження цієї техніки.
14 квітня 2025 року підрозділ ударних безпілотників «Чорний Стриж» вполював північнокорейську САУ «Коксан». Було використано два FPV-дрони, які знищили ворожу САУ.
Станом на 12 липня 2025 року редактори Oryx Blog знайшли фото чи відео підтвердження безповоротної втрати Росією однієї САУ M-1989 Koksan.

## Оператори

### Поточні
- Іран: 30 M-1978, станом на 2024 рік.[16]
- Північна Корея: невідома кількість M-1978 та M-1989, станом на 2024 рік.[17]

### Ймовірні
- Росія: невідома кількість була зафіксована на території РФ 14 листопада 2024 року.[11]

## Галерея

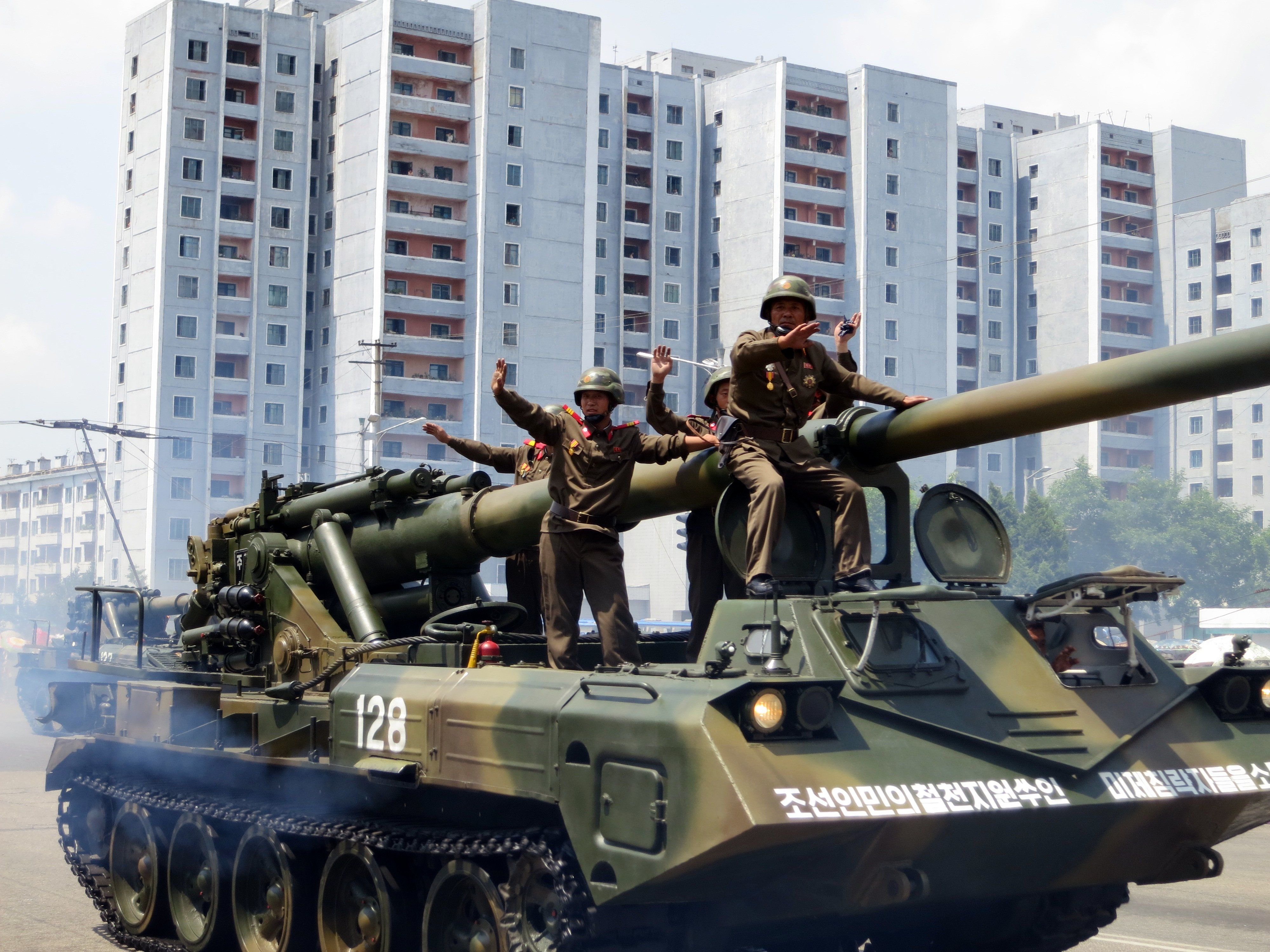
M-1989 «Коксан» на параді в Північній Кореї, 2013 рік
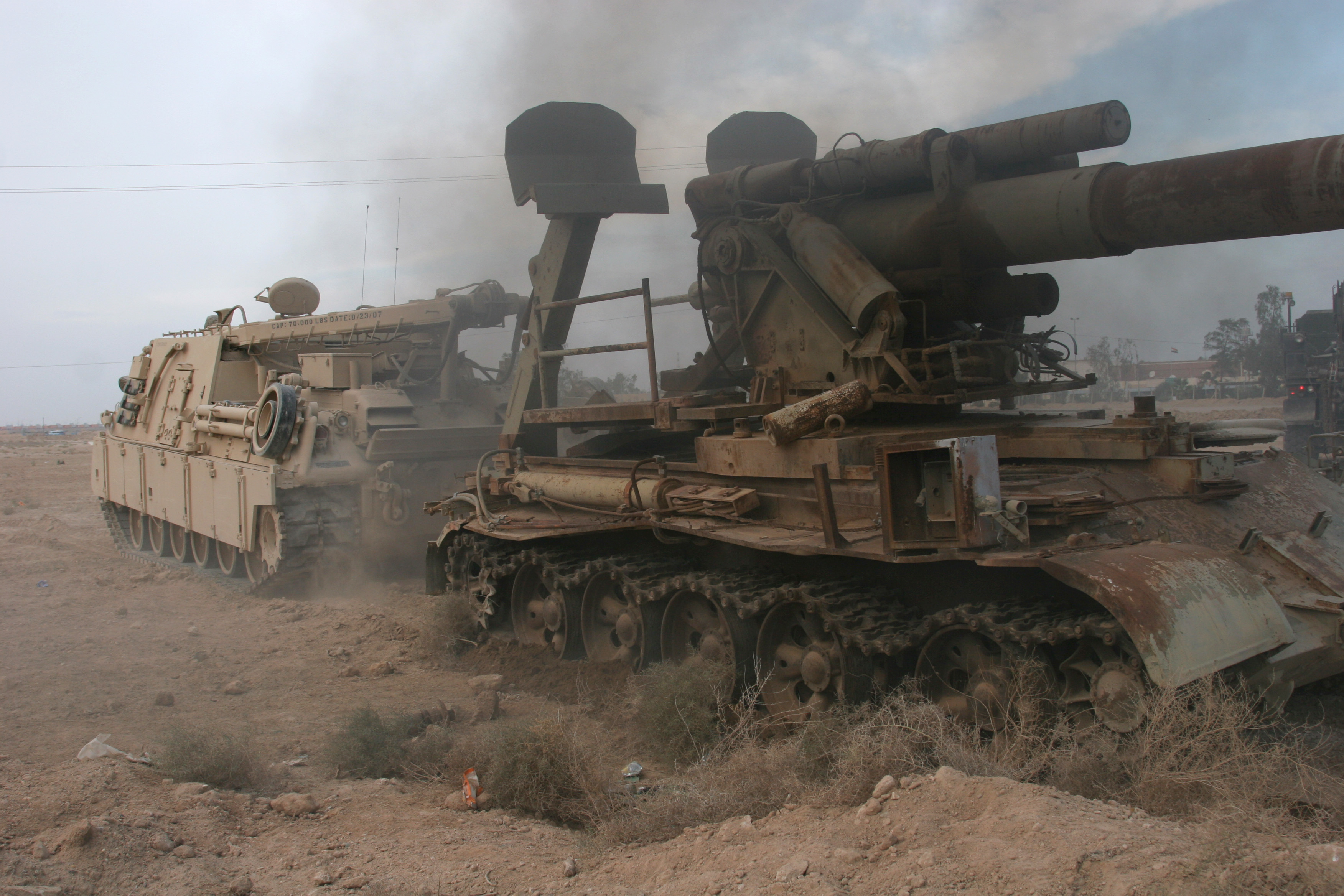
Американський M88 буксирує М-1978 «Коксан»
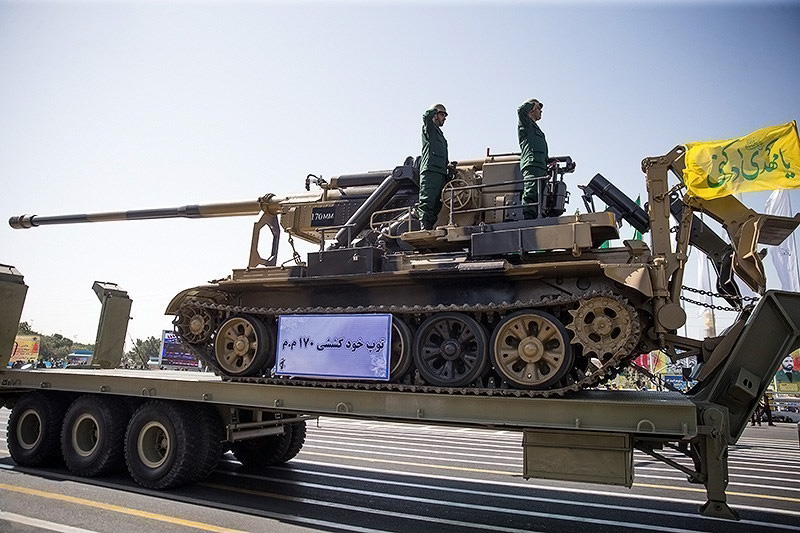
Іранський «Коксан» на параді
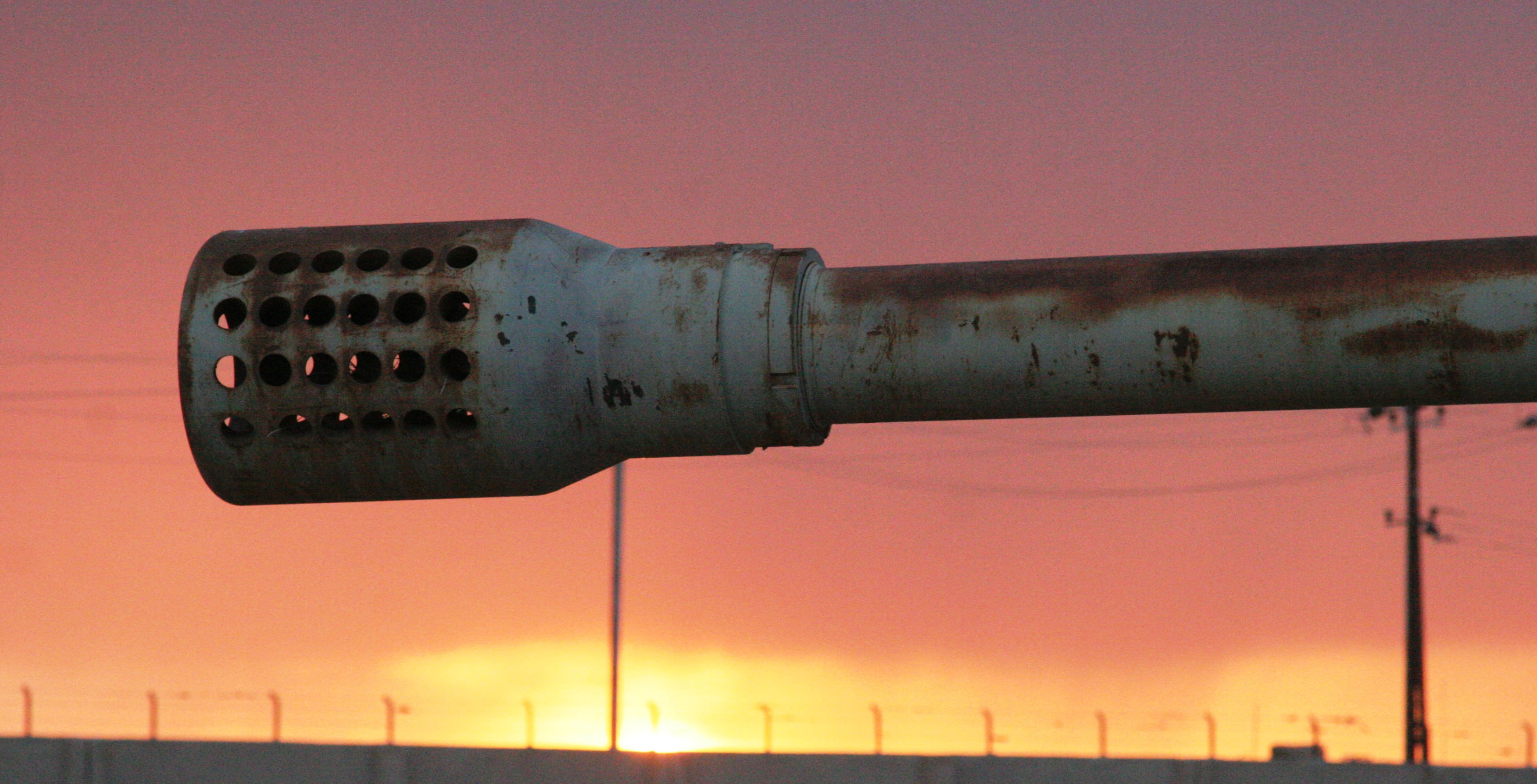
Ствол гармати зблизька
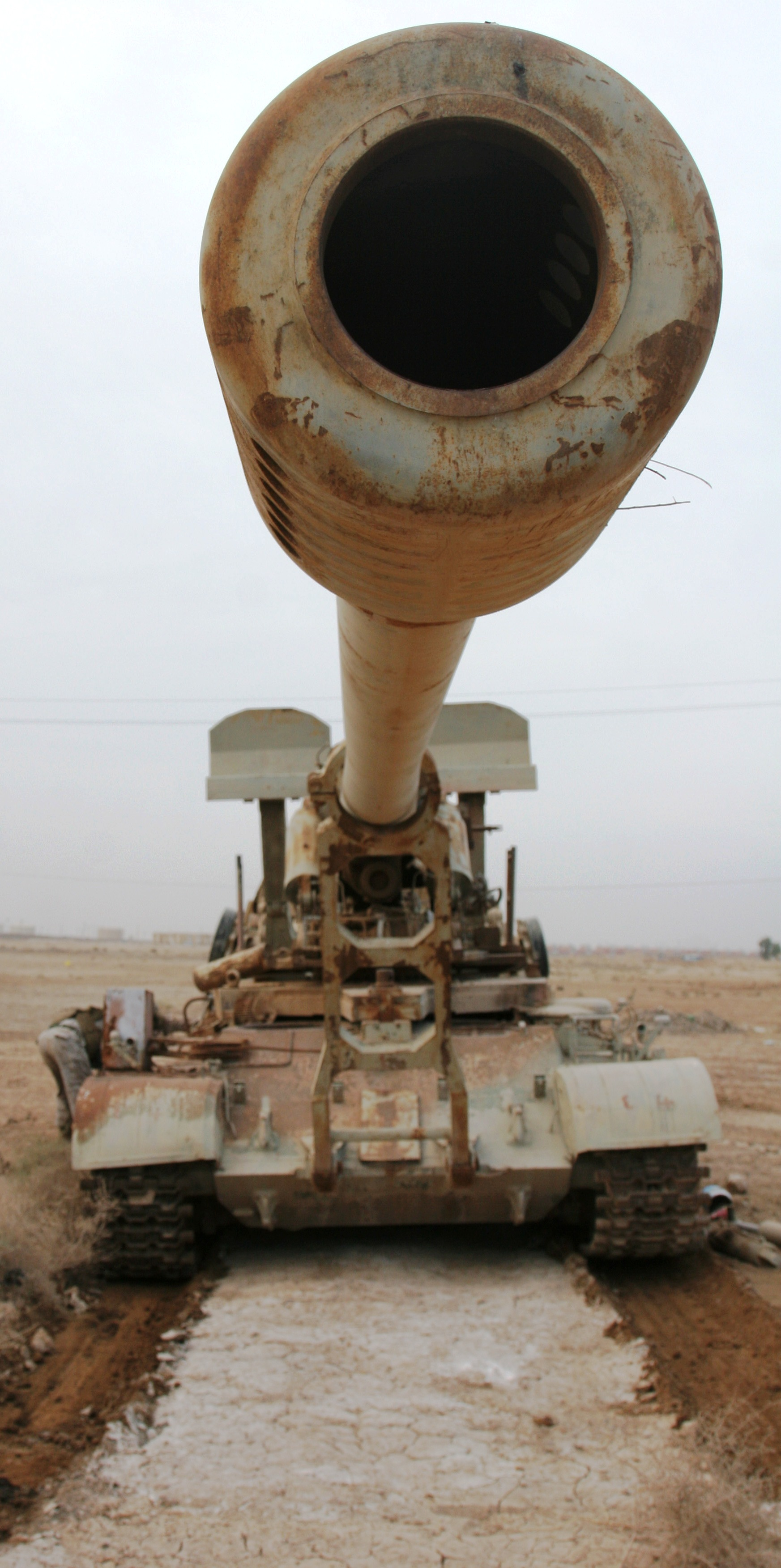
Вигляд спереду
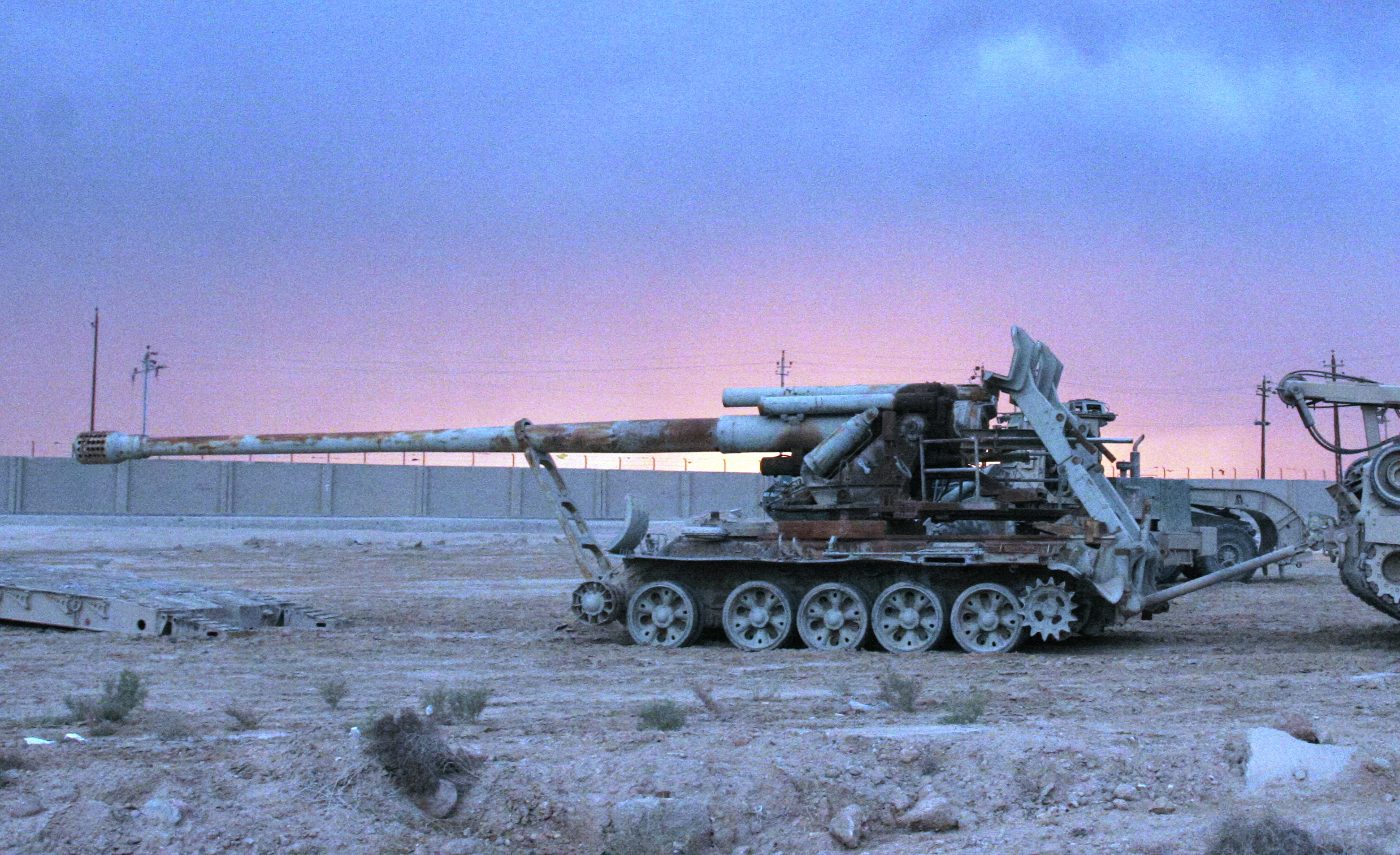
M-1978 захоплена військовими США в Іраку